# Мемориал Славы (Нерюнгри)
Мемориал Славы — мемориал в Нерюнгри, посвящённый участникам Великой Отечественной войны и других локальных конфликтов. Был открыт 9 мая 2005 года.

## Описание
Монумент представляет собой постамент из четырёх наклонённых пилонов, на нём шестиметровая бронзовая фигура Богини Ники, которая вздымает лавровый венок в честь участников всех войн. Между наклонённых пилонов горит Вечный огонь.

## История памятника

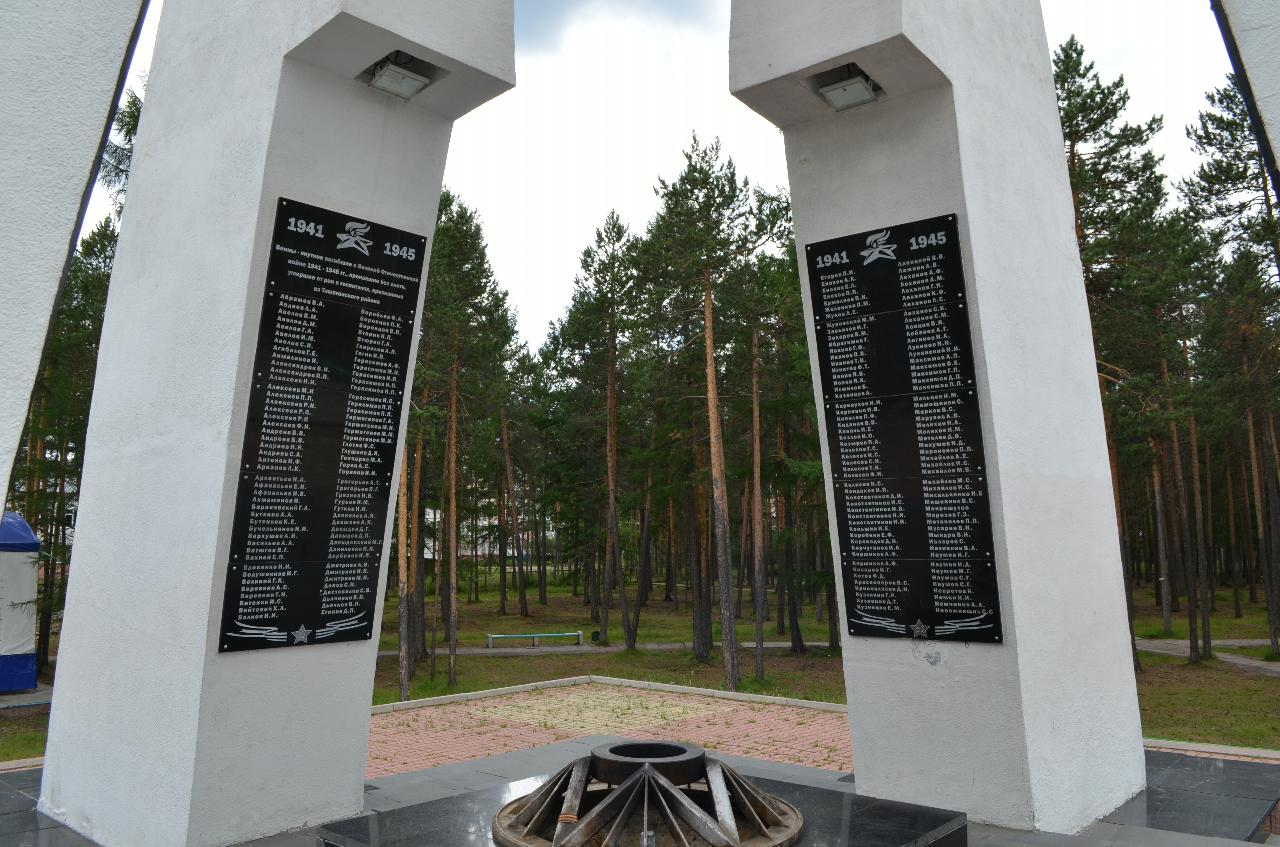
Между наклонённых пилонов

В честь 60-летия Победы широко обсуждалась с общественностью города идея создания мемориального комплекса. Состоялся конкурс на лучший эскиз памятника, но к сожалению предложенные местными скульпторами идеи не показались достаточно интересными. Делегация Нерюнгри позднее в 2002 году побывала на праздновании юбилея Улан-Удэ и приняла участие в открытии скульптурного комплекса «Красавица Ангара». Глава администрации города В. Старцев связался с авторами композиции и пригласил их для сотрудничества. Скульптор, заслуженный художник Бурятии и народный художник Калмыкии А. Миронов и заслуженный архитектор республики Бурятия, лауреат премии Ленинского комсомола Д. Уланов несколько раз посетили город Нерюнгри. Они приготовили макет и эскизные проработки мемориального комплекса. По проекту в мемориале должны быть отображены и шахтёрские терриконы, и ураса, и вертикальное пламя вечного огня; венчает скульптуру статуя богини Ники. Было присвоено название комплексу − Мемориал Славы. Ему будет придан более широкий смысл: мемориал будет посвящён не только участникам Великой Отечественной войны, но и участникам других локальных конфликтов. В процессе обсуждения решился вопрос с размещением мемориала: мемориал будет установлен на центральной аллее городского парка, недалеко от входа со стороны улицы Карла Маркса. Памятник будет из бронзы, конструкции, элементы стилизованной урасы − из металла, постамент − из габра.
9 мая 2005 года состоялось торжественное открытие мемориала. Авторы композиции: скульптор, заслуженный художник Бурятии и народный художник Калмыкии А. Миронов и заслуженный архитектор республики Бурятия, лауреат премии Ленинского комсомола Д. Уланов.
В 2019 году проводился ремонт мемориала славы «Ника». Проводилось шпатлевание пилонов и их покраска. Кроме того планировалась замена гранитных плит у Вечного огня.